# 紀元前61年
紀元前61年（きげんぜん61ねん）は、ローマ暦の年である。

## 他の紀年法
- 干支 : 庚申
- 日本
  - 崇神天皇37年
  - 皇紀600年
- 中国
  - 前漢 : 神爵元年
- 朝鮮
  - 檀紀2273年
- 仏滅紀元 : 483年
- ユダヤ暦 : 3700年 - 3701年

## できごと

### ローマ
- 9月29日 - グナエウス・ポンペイウスは海賊との戦いの勝利と第三次ミトリダテス戦争の終結を祝った。
- ガイウス・ユリウス・カエサルがスペインで指揮を執った。

## 誕生
- プトレマイオス13世：ファラオ

## 死去
- クィントゥス・ルタティウス・カトゥルス：執政官